# Маленький дом
«Маленький дом» (яп. 小さいおうち тиисай оути) — кинофильм режиссёра Ёдзи Ямады, вышедший на экраны в 2014 году. Экранизация романа Кёко Накадзимы.

## Сюжет
После похорон престарелой женщины по имени Таки Нуномия (яп. 布宮 多喜) семья её сестры разбирает вещи покойной. В руки её внучатого племянника, Такэси (яп. 健史), попадает коробка, оставленная ему. Там он находит мемуары, которые бабушка писала по его просьбе незадолго до смерти. В них Нуномия рассказывает о том, как в 1935 году восемнадцатилетней девушкой приехала в Токио из глухой деревни в префектуре Ямагата и устроилась работать горничной. Сперва она работала в семье Хонго, а затем первая хозяйка устроила её к своей подруге Токико Хираи (яп. 平井 時子) в маленький домик с красной крышей. Её воспоминания перемежаются разговорами с Такэси.
Господин и госпожа Хираи, а также их сын Кёити (яп. 恭一) прекрасно ладили с Таки. Господин Хираи, директор в компании, производящей игрушки, строил планы по расширению экспорта в США. Нуномия описывает это время как счастливое, что Такэси критикует, указывая на постоянно происходившие в то время стычки с Китаем. В 1936 году Таки помогает Кёити побороть полиомиелит. После взятия Нанкина в Японии наступило ощущение скорой победы во Второй японо-китайской войне, магазины устраивали распродажи, в городах организовали гуляния. Такэси возмущён этими воспоминаниями: Нуномия не упоминает нанкинскую резню, однако она утверждает, что в Токио всё так и было.
В конце 1937 года в дом Хираи впервые пришёл молодой художник из фирмы господина Хираи, Сёдзи Итакура (яп. 板倉 正治). Он вежлив, учтив и молод, слушает классическую музыку, и хозяйке он сразу же очень понравился. Господин Хираи с коллегами предвкушает скорое завоевание Китая и открытие нового рынка, но Итакура не любит разговоры о политике, от которых сбегает в комнату Кёити. Из-за неожиданного собрания на работе господину Хираи приходится передать билеты на концерт Итакуре, и Токико слушает его вместе с ним. Итакура помогает семье Хираи: зайдя к ним вечером в бурю, он забивает ставни слухового окна, которые трепал ветер. Госпожа Хираи уговаривает Итакуру остаться у них, и когда они оба оказываются в коридоре ночью, целует.
В 1941 году Хираи решили выдать Таки замуж. Смотрины оканчиваются катастрофой: выясняется, что соискатель — пожилой грубиян, который тут же начинает требовать от Таки родить ему детей, чтобы «исполнить свой долг перед страной» и рассказывает пошлые каламбуры. После его ухода госпожа Хираи успокаивает плачущую Таки и убеждает, что это не последний шанс для неё. Таки говорит, что не хочет вовсе выходить замуж.
Ситуация на фронте ухудшается. Фирма, где работает господин Хираи, больше не получает металла, который идёт на нужды военной промышленности. За чаем коллеги узнают, что Итакура не женат, семья Хираи немедленно начинает искать ему невесту; Итакура освобождён от призыва по состоянию здоровья, что привлекает множество кандидатур. Отчаявшись, господин Хираи просит жену сходить к нему домой и надавить на него, считая брак и рождение детей выполнением долга перед страной. Токико посещает Итакуру. Таки осознаёт, что у её хозяйки начался роман с Итакурой. Об этом прознаёт также мужчина, который доставляет семье Хираи сакэ. Таки тяжело переживает сложившуюся ситуацию, не в силах скрываться, она рассказывает обо всём подруге Токико, которая хранит это в секрете.
Япония вступает в войну с США. В 1944 году Итакуре приходит уведомление, что он теперь подлежит призыву, что он использует для того, чтобы прекратить попытки женить себя. Работник доставки сакэ, старшая сестра Токико и господин Хонго ругают госпожу Хираи, говоря, что её роман, нарушающий закон, может привести к проблемам. Итакуре приходит повестка. За день до его отправления на фронт госпожа Хираи пытается увидеться с ним, но Таки становится стеной у неё на пути и просит написать Итакуре письмо, чтобы он пришёл в дом Хираи. Итакура так и не приходит. Материальное положение Хираи семьи ухудшается всё сильнее, что означает, что они больше не могут платить горничной. Таки возвращается в Ямагату. После окончания войны Таки немедленно едет к семье Хираи. Домик с красной крышей сгорел в бомбардировке, а господин и госпожа Хираи погибли. Судьба Кёити неизвестна.
Такэси вместе со своей подругой случайно замечают посмертную выставку Сёдзи Итакуры и спрашивают там о Кёити. Найдя его, седого слепого старика, Такэси читает ему письмо, которое Таки так и не передала Итакуре. Кёити сообщает, что оно подтверждает слухи об измене его матери, а затем прощает Таки за ошибку.

## В ролях
- Такаку Мацу — Токико Хираи
- Хару Куроки — Таки в молодости
- Хидэтака Ёсиока — Сёдзи Итакура
- Тиэко Байсё — Таки в старости
- Сатоси Цумабуки — Такэси, внук Таки
- Такатаро Катаока — господин Хираи, муж Токико

## Награды и номинации
- 2014 — приз «Серебряный медведь» за лучшую женскую роль (Хару Куроки) на Берлинском кинофестивале.
- 2015 — премия Японской киноакадемии за лучшую женскую роль второго плана (Хару Куроки), а также 8 номинаций: лучший фильм, сценарий (Ёдзи Ямада, Эмико Хирамацу), операторская работа (Масаси Тикамори), музыка (Дзё Хисаиси), работа художника (Мицуо Дэгава, Дайсукэ Суэ), монтаж (Ивао Исии), звук (Кадзуми Кисида), освещение (Коити Ватанабэ).